# Zdeněk Dragoun
Zdeněk Dragoun (* 28. října 1946 Březnice) je český archeolog specializující se na vývoj Prahy v předlokačním období (tj. v období kumulace neopevněných osad v okolí významných raně středověkých hradů), počátky pražských měst a pražskou románskou architekturu. Podílel se na řadě monografií a je autorem odborných mnoha článků. Kromě jiného píše i básnické sbírky.

## Profesní život
V letech 1964-1971 a 1974-1975 studoval obor archeologie-archivnictví na Filozofické fakultě Univerzity Karlovy v Praze, který zakončil diplomovou prací: „Vývoj osídlení Bozeňska v době předhusitské“. V letech 1972-1978 patři do průzkumové čety Pražského stavebního podniku na výzkumech Pražského ústavu památkové péče (PÚPP). V letech 1978-1984 byl archeologem Muzea hlavního města Prahy a od roku 1982 členem Pražské archeologické komise. V této komisi byl od 1991 do 2008 předsedou. V roce 1983 získal titul PhDr. V období let 1984-1992 byl archeologem Pražského ústavu památkové péče a od roku 1992 do roku 2008 vedoucím archeologického oddělení PÚPP (pozdějšího NPÚ v Praze). Od 1987 byl členem redakční rady Pražského sborníku historického a v letech 1990-1993 členem Rady Pražského hradu. V letech 1990-1993 byl členem redakční rady Zpráv památkové péče, od roku 1994 členem redakční rady Průzkumů památek a od roku 1997 člen redakční rady sborníku Archaeologica Pragensia. V letech 1994-2001 byl člen Archeologické komise MK ČR a od 1997 se stal jejím předsedou. V období let 1996-1998 se stal řešitelem grantu GA ČR: „Románské domy v Praze“. V letech 1998-2006 byl členem Vědecké rady Archeologického ústavu AV ČR a od roku 2001 členem podoborové komise Grantové agentury České republiky. Od roku 2003 byl předsedou koreferentské komise výzkumu v areálu bývalých kasáren Jiřího z Poděbrad na náměstí Republiky. Od roku 2008 se stal členem Památkové rady NPÚ v Praze a členem Komise pro revitalizaci Staroměstského náměstí MHMP. Od roku 2009 se stal členem evaluační archeologické komise AV ČR. V roce 2010 se účastnil otevření hrobky Tychona Brahe v Týnském chrámu. Je ženatý, má dva dospělé syny.

## Výběr z monografie
- Prag in der Zeit Karls IV. Katalog der Ausstellung, Praha 1985 (s V. Humlem). (německy)
- Karlův most, Praha 1992 (s J. Šebkovou).[3]
- Břevnovský klášter, Praha 1993 (s P. Sommerem a P. Preissem).[3]
- Umělecké památky Prahy - Staré Město, Josefov, Praha 1996 (v kolektivu autorů pod redakcí P. Vlčka).
- Románské domy v Praze, Praha 2002 (s J. Škabradou a M. Trymlem).[3]
- Praha 885 – 1310. Kapitoly o románské a raně gotické architektuře, Praha 2002.
- Romanesque houses in Prag, Praha 2003 (s J. Škabradou a M. Trymlem). (anglicky)